# Isak Glückstadt
Isak Moses Hartvig Glückstadt (22. april 1839 i Fredericia – 11. juni 1910 i Søllerød) var en dansk bankdirektør, politiker og gehejmeråd. Han var den første administrerende direktør for Den Danske Landmandsbank. Han tiltrådte februar 1872 og var direktør til sin død i 1910.
Isak Glückstadt var søn af købmand Hartvig Joseph Glückstadt, også fra Fredericia, og Esther født Goldschmidt i København. Som ganske ung kom han til København, hvor han modtog uddannelse i forretningsvirksomhed, bl.a. i G.A. Gedalias bankierforretning (G.A. Gedalia & Co.). 1865 rejste han til Christiania og grundlagde der en bankierforretning, Glückstadt & Co., som han fortsatte til 1870, i hvilket år han modtog ansættelse som direktør i Den norske Creditbank. Denne stilling beklædte han imidlertid kun kort tid.
Da Den danske Landmandsbank var blevet oprettet i 1871, ønskede Gedalia, der var en af stifterne, at Glückstadt skulle være direktør i banken, hvilket tilbud han antog efter nogen betænkning. Han tiltrådte denne stilling i februar 1872, efter at banken en kort tid havde været i virksomhed uden nogen egentlig fast og ordnet ledelse. Glückstadts omfattende kundskaber på bankierfagets område i orbindelse med hans skarpe og klare blik kom i høj grad banken til gode. Han tilvejebragte hurtigt fasthed og orden i dens styrelse, og den indtog en stærkt fremtrædende stilling på det danske pengemarked, mens Glückstadt var direktør.
Glückstadt var tilige medlem af bestyrelserne for ØK, DFDS, Scandia, Spritfabrikken Fortuna, A/S C. Olesen, A.M. Hirschsprung & Sønner, Korntørrings- og Oplagsmagasinet, Hellebæk Fabrikker, Bloch & Andresens Bomuldsvæverier og viceformand for Frihavnsaktieselskabets bestyrelse (stiftet 1891). Dette selskab administrerede Københavns Frihavn. Siden 1874 var han også medlem af Mosaisk Trossamfunds repræsentantskab (formand fra 1887) og 1886-92 borgerrepræsentant i København. 1880 blev han udnævnt til etatsråd.
Han var desuden medlem af bankrådet for den dansk-vestindiske nationalbank og af Afviklingskassen af 1910, viceformand for forsikringsselskabet Hafnia, i bestyrelsen for Københavns Husflidsforening og kasserer for Skuespillerforeningens Fond.
Han var gift med Juliette Sophie født Raffel (død 1895), datter af købmand, rådmand Albert Raffel fra Aalborg. Han var fader til Valdemar Glückstadt, Anna Glückstadt, Rosa Glückstadt og Emil Glückstadt - sidstnævnte overtog ledelsen af Landmandsbanken ved sin fars død.
I øvrigt investerede han også i sin samtids byggeprojekter, bl.a. finansierede han Dagmar Teatret i København.
Han var Storkorsridder af Dannebrog, blev etatsråd 1880 og gehejmeråd 1904.
Carlsminde i Søllerød var hans sommerbolig, hvor han døde i 1910. Han er begravet på Mosaisk Vestre Begravelsesplads.